# 銀河娛樂
銀河娛樂集團（英語：Galaxy Entertainment Group、GEG），及其附屬公司是亞洲一間度假城、酒店及博彩企業，集團主要在澳門發展及經營一系列綜合度假城、零售、餐飲、酒店及博彩項目。吕志和博士為集團創辦人；呂耀東先生為集團主席。

## 里程碑
2002年2月，銀娛集團成員銀河娛樂場股份有限公司成功獲得澳門政府授予博彩經營權；
2005年7月，銀娛成為首間在港上市的博彩企業；
2006年10月，銀娛的旗艦星際酒店及娛樂場開幕；
2007年10月，全球領先的私募基金Permira合共斥資港幣65億元購入銀河娛樂20%股權，配售價為每股港幣8.42元；
2008年7月1日，該集團裁減本地及非本地員工合共270人；
2011年5月15日，位於路氹的「澳門銀河™」綜合度假城開幕；
2011年10月25日，集團和UA院線宣佈，於澳門銀河開設澳門首個3D戲院「UA銀河影院」，開幕日期為2011年12月15日；
2013年5月5日，銀河娛樂以港幣32.5億元向結好收購澳門金都綜合樓；
2013年6月，銀河娛樂獲納入恆生指數成份股；
2015年5月27日，銀娛旗下的「澳門銀河™」新里程及全新的「澳門百老匯™」開幕；
2017年3月，銀娛宣佈與蒙地卡羅濱海度假酒店集團建立策略夥伴合作關係，有關夥伴合作關係包括承諾提升雙方在業務和品牌上的合作，以及在亞太地區共同發展和營運包括綜合度假城項目在內的娛樂業務；
2018年3月23日，銀河娛樂以每股美金175元，購入530萬股永利渡假村之新發行股份，相當於其5%股份，折合約美金9.275億元；
2020年7月13日，銀河酒店第三期工程地盤懷疑發生勞資糾紛，逾百名本地工人在地盤大門外聚集表達訴求，質疑工程公司借故解僱本地工人；
2022年12月，銀河娛樂場股份有限公司獲澳門特別行政區政府授予娛樂場幸運博彩經營確定批給，批給期限由2023年1月1日至2032年12月31日止；
2023年12月13日，銀娛旗下第三期項目開業，項目包含銀河國際會議中心、銀河綜藝館，澳門銀河 萊佛士和澳門安達仕酒店。

## 酒店與娛樂場

### 酒店
- 澳門安達仕酒店
- 澳門悅榕庄
- 「銀河酒店TM」
- 澳門大倉酒店
- 澳門JW萬豪酒店
- 澳門銀河　萊佛士
- 澳門麗思卡爾頓酒店
- 「百老匯酒店」
- 星際酒店

### 娛樂場
- 澳門銀河娛樂場
- 星際娛樂場
- 百老匯娛樂場
- 華都娛樂場

## 外部連結
- 官方網站 （页面存档备份，存于）